# Vuelta ciclista a España
A Vuelta ciclista a España a harmadik legrangosabb országúti kerékpáros körverseny a másik két kerékpáros Grand Tour, a  Tour de France és a Giro d’Italia után. A kerekesek három héten keresztül járják körbe Spanyolországot, alkalmanként pár szakasz erejéig más országokat is érintve. A verseny a legmagasabb szintű, azaz World Tour besorolású, ennek alapján a WorldTeam csapatok részvétele kötelező, míg a ProTeam csapatok meghívással vehetnek részt.

## Története
Először 1935-ben rendezték meg, de csak 1955 óta 3 hetes a verseny, amely Spanyolország különböző tájain halad. Az első versenyen 50 versenyző vett részt, távja 3411 km hosszú volt és 14 szakaszt foglalt magában, amik átlagosan 240 km hosszúak voltak. A verseny a sikeres olasz és francia körversenyek láttára indult el.
Hagyományosan tavasszal (április-május) tartották, de így egy időpontba esett a Giro d’Italiával, ezért a spanyol versenyt szeptember magasságába helyezték át. Mostanra a Vuelta egy fontos felkészülésnek is tekinthető az októberben tartandó világbajnokságra. A verseny jellegzetesen 2-3 időfutamból és rengeteg hegyi futamból áll. 1994 óta a Vuelta befutója Madridban van, de előtte Bilbao és San Sebastián is volt célváros. 1997-ben volt először a rajt külföldön (Lisszabonban). Az első Vuelta-start, ami az Ibériai-félszigeten kívül esett, 2009-ben volt, Assenben, Hollandiában.
A legtöbb győzelmet a Vueltán a spanyol Roberto Heras aratta, akinek négyszer is sikerült nyernie: 2000-ben, 2003-ban, 2004-ben és 2005-ben. Egyébként is Spanyolország uralja a Vueltát, hiszen a 64-ből 29-szer sikerült nyernie spanyol versenyzőnek.

## Győztesek
| Vuelta                                                | Év   | Győztes                | Nemzetiség | Csapat                    |
| ----------------------------------------------------- | ---- | ---------------------- | ---------- | ------------------------- |
| 79                                                    | 2024 | Primož Roglič (4)      | SLO        | Bora–Hansgrohe            |
| 78                                                    | 2023 | Sepp Kuss              | USA        | Team Jumbo–Visma          |
| 77                                                    | 2022 | Remco Evenepoel        | BEL        | Quick-Step–Alpha Vinyl    |
| 76                                                    | 2021 | Primož Roglič (3)      | SLO        | Team Jumbo–Visma          |
| 75                                                    | 2020 | Primož Roglič (2)      | SLO        | Team Jumbo–Visma          |
| 74                                                    | 2019 | Primož Roglič          | SLO        | Team Jumbo–Visma          |
| 73                                                    | 2018 | Simon Yates            | GBR        | Mitchelton Scott          |
| 72                                                    | 2017 | Chris Froome           | GBR        | Team Sky                  |
| 71                                                    | 2016 | Nairo Quintana         | COL        | Movistar Team             |
| 70                                                    | 2015 | Fabio Aru              | ITA        | Astana                    |
| 69                                                    | 2014 | Alberto Contador (3)   | ESP        | Tinkoff-Saxo              |
| 68                                                    | 2013 | Chris Horner           | USA        | RadioShack–Leopard        |
| 67                                                    | 2012 | Alberto Contador (2)   | ESP        | Team Saxo                 |
| 66                                                    | 2011 | Juan José Cobo         | ESP        | Geox–TMC                  |
| 65                                                    | 2010 | Vincenzo Nibali        | ITA        | Liquigas–Doimo            |
| 64                                                    | 2009 | Alejandro Valverde     | ESP        | Caisse d'Epargne          |
| 63                                                    | 2008 | Alberto Contador       | ESP        | Astana                    |
| 62                                                    | 2007 | Gyenyisz Menysov       | RUS        | Rabobank                  |
| 61                                                    | 2006 | Alekszandr Vinokurov   | KAZ        | Astana                    |
| 60                                                    | 2005 | Roberto Heras (4)      | ESP        | Liberty Seguros–Würth     |
| 59                                                    | 2004 | Roberto Heras (3)      | ESP        | Liberty Seguros           |
| 58                                                    | 2003 | Roberto Heras (2)      | ESP        | U.S. Postal               |
| 57                                                    | 2002 | Aitor González Jiménez | ESP        | Kelme                     |
| 56                                                    | 2001 | Ángel Casero           | ESP        | Festina                   |
| 55                                                    | 2000 | Roberto Heras          | ESP        | Kelme                     |
| 54                                                    | 1999 | Jan Ullrich            | GER        | Team Telekom              |
| 53                                                    | 1998 | Abraham Olano          | ESP        | Team Banesto              |
| 52                                                    | 1997 | Alex Zülle (2)         | SUI        | Team ONCE                 |
| 51                                                    | 1996 | Alex Zülle             | SUI        | Team ONCE                 |
| 50                                                    | 1995 | Laurent Jalabert       | FRA        | Team ONCE                 |
| 49                                                    | 1994 | Tony Rominger (3)      | SUI        | Mapei-Clas                |
| 48                                                    | 1993 | Tony Rominger (2)      | SUI        | Clas-Cajastur             |
| 47                                                    | 1992 | Tony Rominger          | SUI        | Clas-Cajastur             |
| 46                                                    | 1991 | Melchor Mauri          | ESP        | Team ONCE                 |
| 45                                                    | 1990 | Marco Giovannetti      | ITA        | Seur                      |
| 44                                                    | 1989 | Pedro Delgado (2)      | ESP        | Reynolds-Banesto          |
| 43                                                    | 1988 | Seán Kelly             | IRL        | Kas-Mavic                 |
| 42                                                    | 1987 | Luis Herrera           | COL        | Café de Colombia          |
| 41                                                    | 1986 | Álvaro Pino            | ESP        | Zor - BH                  |
| 40                                                    | 1985 | Pedro Delgado          | ESP        | Orbea-Gin MG              |
| 39                                                    | 1984 | Éric Caritoux          | FRA        | Skil-Reydel-SEM-Mavic     |
| 38                                                    | 1983 | Bernard Hinault (2)    | FRA        | Renault-Elf-Gitane        |
| 37                                                    | 1982 | Marino Lejarreta       | ESP        | Teka                      |
| 36                                                    | 1981 | Giovanni Battaglin     | ITA        | Inoxpran                  |
| 35                                                    | 1980 | Faustino Ruperez       | ESP        | Zor-Vereco                |
| 34                                                    | 1979 | Joop Zoetemelk         | NED        | Miko-Mercier-Vivagel      |
| 33                                                    | 1978 | Bernard Hinault        | FRA        | Renault-Gitane-Campagnolo |
| 32                                                    | 1977 | Freddy Maertens        | BEL        | Flandria-Velda-Latina     |
| 31                                                    | 1976 | José Pesarrodona       | ESP        | Kas                       |
| 30                                                    | 1975 | Augustin Tamames       | ESP        | Super Ser                 |
| 29                                                    | 1974 | José Manuel Fuente (2) | ESP        | Kas-Kaskol                |
| 28                                                    | 1973 | Eddy Merckx            | BEL        | Molteni                   |
| 27                                                    | 1972 | José Manuel Fuente     | ESP        | Kas-Kaskol                |
| 26                                                    | 1971 | Ferdinand Bracke       | BEL        | Peugeot-BP-Michelin       |
| 25                                                    | 1970 | Luis Ocaña             | ESP        | Bic                       |
| 24                                                    | 1969 | Roger Pingeon          | FRA        | Peugeot-BP-Michelin       |
| 23                                                    | 1968 | Felice Gimondi         | ITA        | Salvarani                 |
| 22                                                    | 1967 | Jan Janssen            | NED        | Pelforth-Sauvage-Lejeune  |
| 21                                                    | 1966 | Francisco Gabica       | ESP        | Kas-Kaskol                |
| 20                                                    | 1965 | Rolf Wolfshohl         | GER        | Mercier-BP-Hutchinson     |
| 19                                                    | 1964 | Raymond Poulidor       | FRA        | Mercier-BP-Hutchinson     |
| 18                                                    | 1963 | Jacques Anquetil       | FRA        | St.Raphael-Gitane         |
| 17                                                    | 1962 | Rudi Altig             | GER        | St.Raphael-Helyett        |
| 16                                                    | 1961 | Angelino Soler         | ESP        | Faema                     |
| 15                                                    | 1960 | Franz De Mulder        | BEL        | Groene Leeuw              |
| 14                                                    | 1959 | Antonio Suarez         | ESP        | Licor 43                  |
| 13                                                    | 1958 | Jean Stablinski        | FRA        | Essor-Leroux              |
| 12                                                    | 1957 | Jesus Loroño           | ESP        | Gamma                     |
| 11                                                    | 1956 | Angelo Conterno        | ITA        | Bianchi-Pirelli           |
| 10                                                    | 1955 | Jean Dotto             | FRA        | Vampire-d'Alessandro      |
| 1951-1954 Nem rendezték meg                           |      |                        |            |                           |
| 9                                                     | 1950 | Emilio Rodriguez       | ESP        | Sangalhos                 |
| 1949 Nem rendezték meg                                |      |                        |            |                           |
| 8                                                     | 1948 | Bernardo Ruiz          | ESP        | Peugeot-Dunlop            |
| 7                                                     | 1947 | Edouard Van Dyck       | BEL        | Alycon-Dunlop             |
| 6                                                     | 1946 | Dalmacio Langarica     | ESP        | Galindo-Cicles Tabay      |
| 5                                                     | 1945 | Delio Rodriguez        | ESP        |                           |
| 1943 and 1944 Nem rendezték meg (második világháború) |      |                        |            |                           |
| 4                                                     | 1942 | Julian Berrendero (2)  | ESP        | Informaciones             |
| 3                                                     | 1941 | Julian Berrendero      | ESP        |                           |
| 1937-1940 Nem rendezték meg (Spanyol polgárháború)    |      |                        |            |                           |
| 2                                                     | 1936 | Gustaaf Deloor (2)     | BEL        |                           |
| 1                                                     | 1935 | Gustaaf Deloor         | BEL        |                           |

## Rekordok

### Legtöbb összetett győzelem
| Össz. | Versenyző        | Ország        | Évek                   |
| ----- | ---------------- | ------------- | ---------------------- |
| 4     | Roberto Heras    | Spanyolország | 2000, 2003, 2004, 2005 |
| 4     | Primož Roglič    | Szlovénia     | 2019, 2020, 2021, 2023 |
| 3     | Tony Rominger    | Svájc         | 1992,1993, 1994        |
| 3     | Alberto Contador | Spanyolország | 2008, 2012, 2014       |

A legtöbbször második helyen végzett versenyzők
- Luis Ocaña (1969, 1973, 1976)

#### Győztesek nemzetek szerint
|   | Nemzet             | Győzelmek | Legtöbb győzelem                                                                                       | Legutóbbi győzelem           |
| - | ------------------ | --------- | --- | ---------------------------- |
| 1 | Spanyolország      | 32        | Roberto Heras, Alberto Contador (3)                                                                    | Alberto Contador (2014)      |
| 2 | Franciaország      | 9         | Bernard Hinault (2)                                                                                    | Laurent Jalabert (1995)      |
| 3 | Belgium            | 8         | Gustaaf Deloor (2)                                                                                     | Remco Evenepoel (2022)       |
| 4 | Olaszország        | 6         | Angelo Conterno, Felice Gimondi, Giovanni Battaglin, Marco Giovannetti, Vincenzo Nibali, Fabio Aru (1) | Fabio Aru (2015)             |
| 5 | Svájc              | 5         | Tony Rominger (3)                                                                                      | Alex Zülle (1997)            |
| 6 | Németország        | 3         | Rudi Altig, Rolf Wolfshohl, Jan Ullrich (1)                                                            | Jan Ullrich (1999)           |
| 6 | Egyesült Királyság | 3         | Chris Froome (2)                                                                                       | Simon Yates (2018)           |
| 6 | Szlovénia          | 3         | Primož Roglič (3)                                                                                      | Primož Roglič (2021)         |
| 8 | Hollandia          | 2         | Jan Janssen, Joop Zoetemelk (1)                                                                        | Joop Zoetemelk (1979)        |
| 8 | Kolumbia           | 2         | Luis Herrera, Nairo Quintana (1)                                                                       | Nairo Quintana (2016)        |
| 9 | USA                | 1         | Chris Horner (1)                                                                                       | Chris Horner (2013)          |
| 9 | Írország           | 1         | Seán Kelly (1)                                                                                         | Seán Kelly (1988)            |
| 9 | Kazahsztán         | 1         | Alekszandr Vinokourov (1)                                                                              | Alekszandr Vinokourov (2006) |
| 9 | Oroszország        | 1         | Gyenyisz Menysov (2)                                                                                   | Gyenyisz Menysov (2007)      |

### Legtöbb győzelem a pontversenyben
| Össz. | Versenyző          | Ország        | Évek                          |
| ----- | ------------------ | ------------- | ----------------------------- |
| 4     | Sean Kelly         | Írország      | 1980, 1985, 1986, 1988        |
| 4     | Laurent Jalabert   | Franciaország | 1994 és 1997 között zsinórban |
| 4     | Alejandro Valverde | Spanyolország | 2012, 2013, 2015, 2018        |
| 3     | Erik Zabel         | Németország   | 2002 és 2004 között zsinórban |

### Legtöbb győzelem a hegyi pontversenyben
| Össz. | Versenyző          | Ország        | Évek                                                        |
| ----- | ------------------ | ------------- | ----------------------------------------------------------- |
| 5     | José Luis Laguía   | Spanyolország | 1981 és 1983 között zsinórban, illetve 1985-ben és 1986-ban |
| 4     | José María Jiménez | Spanyolország | 1997 és 1999 között zsinórban, illetve 2001-ben             |
| 4     | David Moncoutié    | Franciaország | 2008 és 2011 között zsinórban                               |
| 3     | Emilio Rodríguez   | Spanyolország | 1946, 1947, 1950                                            |
| 3     | Antonio Karmany    | Spanyolország | 1960 és 1962 között zsinórban                               |
| 3     | Julio Jiménez      | Spanyolország | 1963 és 1965 között zsinórban                               |
| 3     | Andrés Oliva       | Spanyolország | 1975, 1976, 1978                                            |

### Legtöbb szakaszgyőzelem
| Össz. | Versenyző           | Ország        |
| ----- | ------------------- | ------------- |
| 39    | Delio Rodríguez     | Spanyolország |
| 20    | Alessandro Petacchi | Olaszország   |
| 18    | Laurent Jalabert    | Franciaország |
| 18    | Rik Van Looy        | Belgium       |
| 16    | Sean Kelly          | Írország      |
| 14    | Gerben Karstens     | Hollandia     |
| 13    | Freddy Maertens     | Belgium       |
| 13    | Tony Rominger       | Svájc         |
| 12    | Domingo Perurena    | Spanyolország |
| 12    | Marcel Wüst         | Németország   |
| 12    | Alejandro Valverde  | Spanyolország |
| 11    | Julian Berrendero   | Spanyolország |
| 11    | Augustin Tamames    | Spanyolország |

### Legkisebb időkülönbségű összetett győzelem
| Időkülönbség | Év   | Győztes – második                      |
| ------------ | ---- | -------------------------------------- |
| 6"           | 1984 | Éric Caritoux – Alberto Fernández      |
| 11"          | 1974 | José Manuel Fuente – Joaquim Agostinho |
| 13"          | 1956 | Angelo Conterno – Jesús Loroño         |
| 14"          | 1975 | Agustín Tamames – Domingo Perurena     |
| 18"          | 1982 | Marino Lejarreta – Michel Pollentier   |
| 28"          | 2003 | Roberto Heras – Isidro Nozal           |
| 29"          | 1993 | Tony Rominger – Alex Zülle             |
| 33"          | 1964 | Raymond Poulidor – Luis Otaño          |